# Crambus puccinii
Crambus puccinii là một loài bướm đêm trong họ Crambidae.